# Диего Гарсия
Диего Гарсия (на английски: Diego Garcia) е голям коралов атол в Британската индоокеанска територия с едноименно градче, столица на владението.

## География
Има площ 27 квадратни километра (60 км дължина). Намира се в архипелага Чагос в Индийския океан, близо до Малдивите.
Климатът е екваториално-мусонен, със средни месечни температури 24 – 39 °C и валежи 2000 – 2500 мм. Растителността се състои предимно от кокосови палми.

## Население
Няма постоянно население, само около 2500 служещи във военните бази. Коренните жители на архипелага, около 3 хил. души, през 1984 г. са изселени на о-в Мавриций.

## История
- до 1965 г.ː островите са към о-в Мавриций
- 1966 г.ː САЩ и Великобритания се договарят за съвместно използване за 50 години като военна (морска и въздушна) база
- от 1976 г.ː територията включва само архипелага Чагос, кораловия атол Диего Гарсия и морска акватория от 5,4 хил. кв. км.

## Държавно устройство
Зависима територия на Великобритания. Управлява се от представители на външното министерство и военноморския флот.